# Floyd Huddleston
Pour les articles homonymes, voir Huddleston.
Floyd Huddleston (19 août 1918, Leland, Mississippi - 27 septembre 1991, Panorama City, Californie) est un compositeur américain.

## Biographie
Floyd Huddleston est né à Leland dans le Mississippi et durant la Seconde Guerre mondiale il compose des chansons pour le Glenn Miller's Army Air Force Band. Après son service, il part en Californie et signe avec le label Decca Records en 1949. Il débute alors un partenariat avec Al Rinker et le duo compose plus de 800 chansons pour différents interprètes dont Frank Sinatra, Judy Garland et Sarah Vaughan.
Huddleston écrit peu après les paroles de productions théâtrales comme Shuffle Along (1952) et The New Ziegfeld Follies (1956-1957). Il écrit aussi les paroles de chansons pour plusieurs films comme The Ballad of Josie (1967) et Macadam Cowboy (1969). Peu après il participe à plusieurs productions de Walt Disney Pictures dont Les Aristochats (1970) avec Ev'rybody Wants to be a Cat et Robin des Bois (1973) avec Love (Nous n'étions encore que deux enfants) par laquelle il est sélectionné avec George Bruns pour l'Oscar de la meilleure chanson originale de 1974. La chanson est interprétée par Nancy Adams, femme de Huddleston. Huddleston compose aussi plusieurs chansons pour Les Aventures de Bernard et Bianca (1977) interprétées par Louis Prima, Sam Butera et les Witnesses mais elles ne sont pas utilisées
En 1978, il produit et compose des chansons mais écrit aussi le scénario d'une émission spéciale consacrée à Lucille Ball.
Huddleston décède le 27 septembre 1991 d'une crise cardiaque dans un hôpital de Panorama City à Los Angeles.

## Filmographie
- 1948 : Jungle Patrol, Forever and Always
- 1950 : Jamais deux sans toi, Let's Choo Choo Choo to Idaho, You Can't Do Wrong Doin' Right, Of All Things
- 1952 : La Carte forcée, You Can't Do Wrong Doing Right
- 1952 : Push-Button Kitty, You Can't Do Wrong Doin' Right
- 1953 : Casanova Junior, You Can't Do Wrong Doin' Right
- 1954 : Young at Heart, Ready, Willing and Able
- 1967 : Le Ranch de l'injustice, The Ballad of Josie
- 1968 : The Ann-Margret Show, Somebody's in My Orchard (non crédité)
- 1970 : Les Aristochats, Ev'rybody Wants To Be A Cat
- 1973 : Robin des Bois, Love
- 1977 : Hitch Hike to Hell, Hitch Hike To Hell